# Regidor
Regidor è un comune della Colombia facente parte del dipartimento di Bolívar.
Il centro abitato venne fondato attorno al 1860, mentre l'istituzione del comune è del 30 novembre 1995.